# Ion Ungureanu
Ion Ungureanu (ur. 2 sierpnia 1935, zm. 28 stycznia 2017) – mołdawski aktor filmowy oraz polityk. Minister kultury.

## Wybrana filmografia
- 1962: Człowiek idzie za słońcem
- 1973: Wspaniale słowo – wolność

## Odznaczenia
- Medal Zasługi Cywilnej (Mołdawia, 1996)[2]
- Order Republiki (Mołdawia, 2012)[3]